# Museo Universitario de Tromsø
El Museo Universitario de Tromsø (Universitetsmuseet Tromsø museum en noruego) es el museo perteneciente a la Universidad de Tromsø.

## Historia
Este museo fue fundado en la ciudad noruega de Tromsø el 16 de octubre de 1872. Las primeras concepciones sobre un museo en el norte de Noruega datan sin embargo desde 1840. Las primeras exposiciones fueron en el centro de la ciudad hasta que adquirió su localización actual al sur de la isla de Tromsø en 1961. En 1998 se desarrolló un proyecto para exhibir el museo en internet. 

## Exposiciones

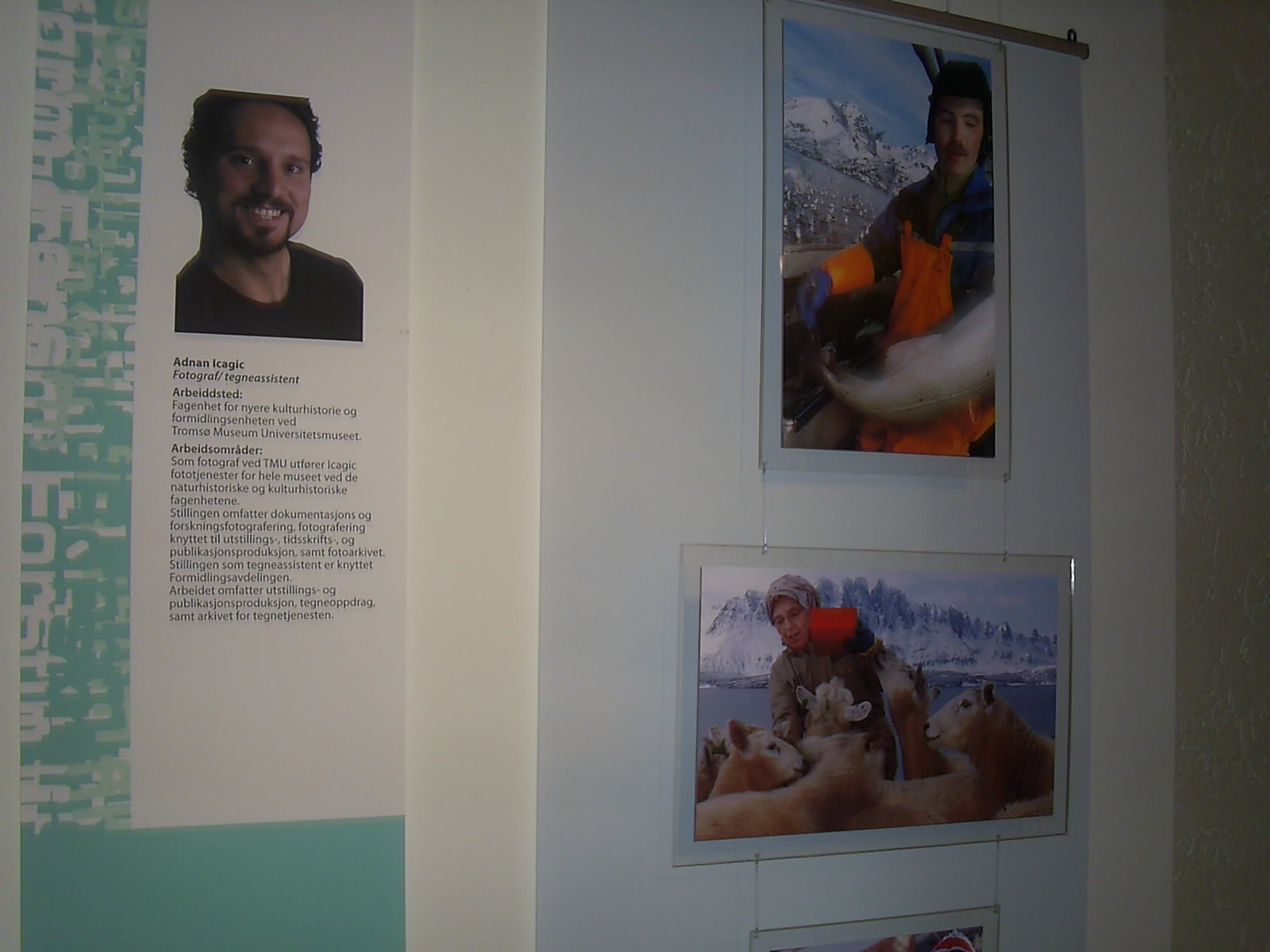
Una de las exposiciones temporales en el Museo Universitario de Tromsø

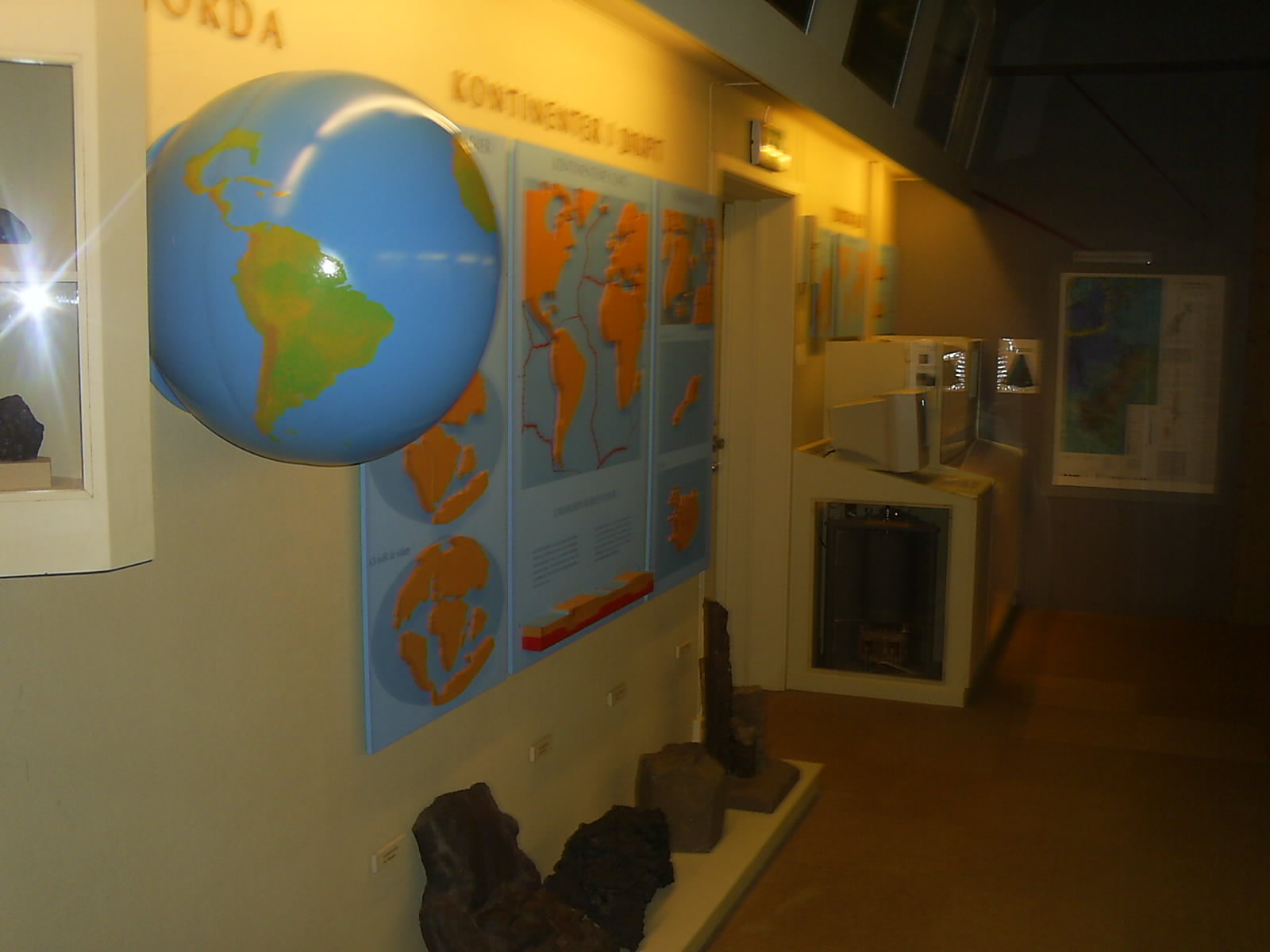
Exposición permanente sobre geología en el Museo Universitario de Tromsø

Siendo una extensión de la Universidad de Tromsø, este museo presenta en resumen diversas exposiciones relacionadas con los estudios y especialidades de esta universidad. Se presenta arte, historia y ciencia particular de esta región de Noruega. Cuenta con varios especialistas en geología, botánica, zoología, arqueología, historia del arte e historia del pueblo sami. Cuenta con exposiciones permanentes y otras temporales. Las exposiciones permanentes de este museo son:
- Geología
- Aurora boreal – Presenta la tierrilla original de Kristian Birkeland.
- Cultura Sami – Dividida en historia y actualidad
- Arte sacro del Norte de Noruega
- Los Vikingos

Las exposiciones temporales tienen temática relacionada con diversos campos relacionados con la investigación de la Universidad de Tromsø. Forma parte de este museo también el jardín botánico de Tromsø.
- Datos: Q1686510
- Multimedia: Tromsø University Museum / Q1686510